# Malco (Bibbia)

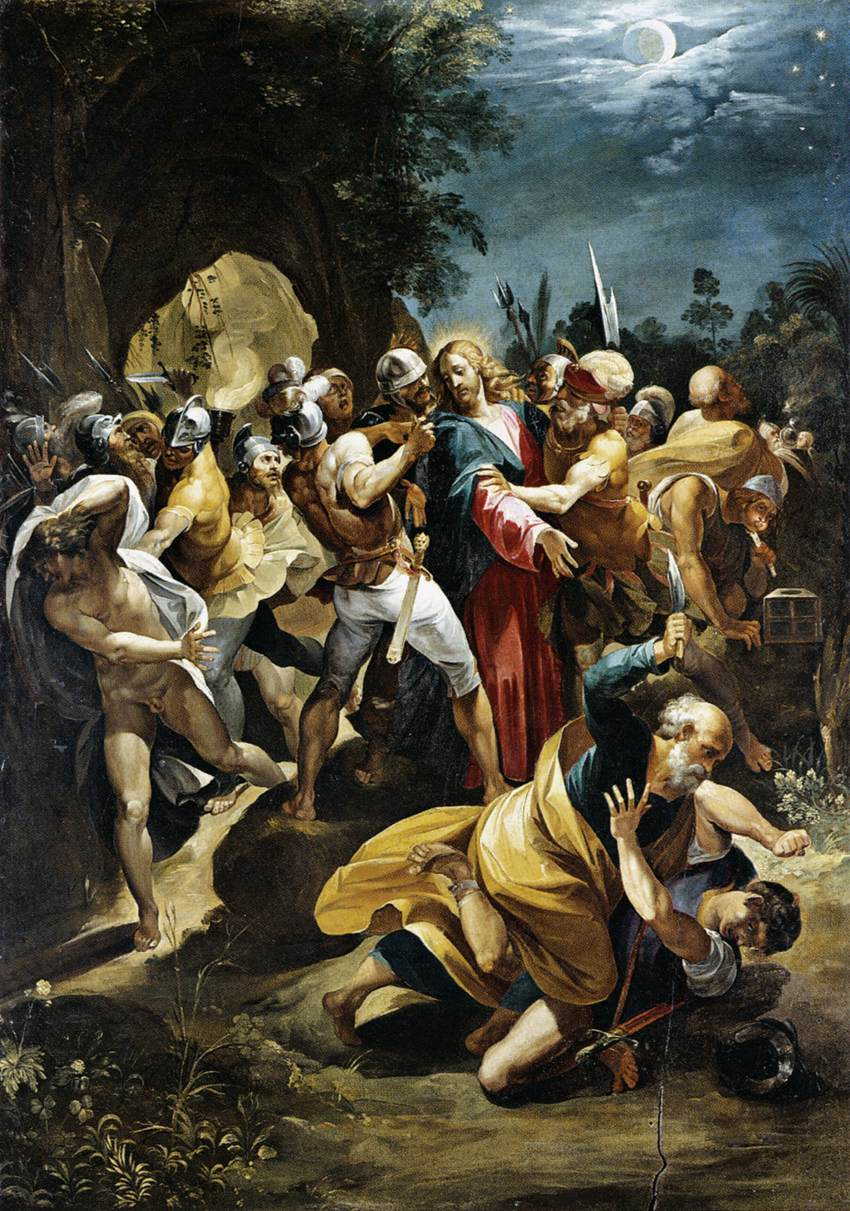
Cristo preso prigioniero, di Giuseppe Cesari; in primo piano vi è la scena in cui Pietro taglia l'orecchio a Malco

Malco è un personaggio citato nei Vangeli; è un servo del sommo sacerdote Caifa, che accompagna Giuda Iscariota insieme ad altri uomini quando vanno ad arrestare Gesù nel giardino del Getsemani. 

## Eventi narrati nei testi canonici
Il personaggio è citato in tutti e quattro i Vangeli - Mt 26:51-52, Mc 14:47, Lc 22:50-51 e Gv 18:10-11 - ma quello di Giovanni è l'unico in cui viene chiamato per nome, mentre negli altri rimane anonimo. In tutti e quattro i Vangeli si riporta che Pietro, nel tentativo di impedire l'arresto di Gesù, sfodera la sua spada e colpisce Malco, tagliandogli l'orecchio. Matteo afferma che Pietro venne subito ammonito da Gesù con la celebre frase "chi di spada ferisce, di spada perisce" (propriamente "Rimetti la spada nel fodero, perché tutti quelli che mettono mano alla spada periranno di spada"); il Vangelo di Luca aggiunge che la ferita viene immediatamente curata da Gesù stesso.
In Gv 18:26-27 viene citato un parente di Malco, anch'egli servo di Caifa: egli riconosce Pietro nel cortile della casa del sommo sacerdote, portando l'apostolo a rinnegare Gesù per la terza ed ultima volta.